# Xã Viking, Quận Perkins, Nam Dakota
Xã Viking (tiếng Anh: Viking Township) là một xã thuộc quận Perkins, tiểu bang Nam Dakota, Hoa Kỳ. Năm 2010, dân số của xã này là 12 người.